# Johann Heinrich Gottlieb Heusinger
Johann Heinrich Gottlieb Heusinger (* 1. August 1766 in Römhild; † 13. April 1837 in Dresden) war ein deutscher Lehrer und Philosoph. 

## Werke
- Gutwills Spaziergänge mit seinem Wilhelm, für junge Leser herausgegeben von Johann Heinrich Gottlieb Heusinger, Zittau, 1792
- Handbuch des Ästhetik oder Grundsätze zur Bearbeitung und Beurtheilung der Werke einer jeden schönen Kunst, als der Poesie, Malerei, Bildhauerkunst, Musik, Mimik, Baukunst, Gartenkunst. Für Künstler und Kunstliebhaber, 2 Bände, Gotha, 1797.